# Sabbaths Theater
Sabbaths Theater (englischer Originaltitel: Sabbath’s Theater) ist ein Roman des amerikanischen Schriftstellers Philip Roth, der im Jahr 1995 beim New Yorker Verlag Houghton Mifflin veröffentlicht wurde. Er handelt von dem alternden Puppenspieler Mickey Sabbath, der sein Vergnügen daran findet, andere Menschen zu provozieren und mit ihnen zu spielen wie mit Puppen. Der Tod seiner langjährigen Geliebten stürzt ihn in eine Lebenskrise. Mit dem Roman gewann Roth zum zweiten Mal den National Book Award. Die deutsche Übersetzung von Werner Schmitz erschien 1996 beim Carl Hanser Verlag.

## Inhalt
Morris „Mickey“ Sabbath wächst in einer kleinen Stadt an der Küste von New Jersey auf. Sein Vater ist ein immigrierter Jude, der sich durch den Verkauf von Eiern und Butter über Wasser hält. Im Mittelpunkt der Familie steht der fünf Jahre ältere Bruder Morton, genannt Morty, bis dieser im Dezember 1944 im Pazifikkrieg fällt. Von diesem Moment an versinkt Sabbaths Mutter in tiefer Depression und erholt sich bis zu ihrem Tod nicht mehr von dem Schicksalsschlag. Ihren zweiten Sohn nimmt sie kaum noch wahr. Dieser verlässt die Familie mit siebzehn, fährt als Matrose zur See und entdeckt durch die Prostituierten in den Hafenstädten, was ihm bald zum hauptsächlichen Lebensinhalt wird: Sex.
Zurückgekehrt nach New York findet er seine künstlerische Bestimmung im Straßentheater. An einer Straßenecke des Broadways vor den Toren der Columbia University errichtet er sein Unzüchtiges Theater, in dem er seine Finger anstatt Puppen verwendet, um seine provokanten und oft obszönen Stücke aufzuführen. Natürlich nutzt er seine Darbietung auch, um Kontakte zu Frauen zu knüpfen. Als er bei einer Vorführung eine Studentin mit Gesten dazu bewegt, ihre Brust zu entblößen, wird er wegen obszönen Verhaltens zu einer Geldstrafe verurteilt. Auch seine erste Frau Nikki Kantarakis lernt Sabbath durch sein Puppentheater kennen. Die fragile Nikki erweist sich als talentierte Schauspielerin, an deren Seite Sabbath, finanziert durch Lincoln Gelman und Norman Cowan, zwei kunstbegeisterte Sprösslinge aus reichem Hause, der Sprung auf eine echte Theaterbühne gelingt. Sabbath fällt bei den Kritikern als König Lear durch, doch Nikki brilliert als Cordelia, bis sie eines Abends nicht zum Auftritt erscheint und seitdem verschwunden bleibt. Noch Jahrzehnte später hält Sabbath bei der Rückkehr nach New York unwillkürlich nach ihr Ausschau und belästigt eine junge Frau, weil er sie für Nikkis Tochter hält.
Mit seiner zweiten Ehefrau Roseanna zieht Sabbath ins abgeschiedene Madamaska Falls in Neuengland. Die Ehe verläuft unglücklich, der Hass zwischen den Ehepartnern gedeiht. Roseanna tröstet sich mit Alkohol, Sabbath mit zahlreichen Affären. Als der Mitschnitt eines Telefonsex-Gesprächs mit einer seiner Studentinnen an die Öffentlichkeit kommt, verliert er seine außerordentliche Professorenstelle für Puppenkunst. Ausgerechnet die japanischstämmige Dekanin Kakizaki ist die treibende Kraft hinter seiner Entlassung, was Sabbaths im Tod seines Bruders wurzelnden Hass auf alles Japanische nur noch steigert. Da die Arthritis seinen eigenen Darbietungen und Festivalauftritten schon längst ein Ende gesetzt hat, lebt er nun vollständig vom Geld seiner Ehefrau. Diese macht nach ihrem Zusammenbruch wegen des Skandals einen Alkoholentzug und folgt fortan mit gläubigem Ernst den Traktaten der Anonymen Alkoholiker, die Sabbath nur mit bissigem Spott kommentieren kann. Doch was ihn letztlich aus dem Haus treibt, ist Roseannas Begeisterung für eine Frau, die ihrem untreuen Ehemann eines Nachts das Glied abgeschnitten hat.
Der Auslöser für Sabbaths Krise im 64. Lebensjahr ist der Krebstod seiner langjährigen Geliebten Drenka Balich, einer Immigrantin aus Kroatien. Mit ihr hat er 15 Jahre lang den ungehemmten Sex ausgelebt, nach dem es ihn gedürstet hat. Doch er hat sich nie völlig für seine wesensverwandte Gefährtin entschieden, da ihm Monogamie ein Gräuel ist. Nun ist er eifersüchtig auf alle Männer, die sie neben ihm gehabt hat, und denen er sie, als besonderer erotischer Reiz, noch zugeführt hat. Aus Anlass des Begräbnisses von Lincoln Gelman reist Sabbath wieder nach New York, wo er im Haus Norman Cowans übernachtet und es in seinem kurzen Aufenthalt schafft, die Unterwäsche der Tochter zu schänden, mit dem Hausherren zu füßeln und einen Seitensprung mit der Gattin zu vereinbaren, bis ihn Norman aus dem Haus wirft. Sabbath fährt weiter an die Küste von New Jersey und verwendet sein letztes Geld für eine Grabstelle auf dem örtlichen Friedhof. Die Grabinschrift soll lauten: „Morris Sabbath / »Mickey« / Geliebter Hurenbock, Verführer, / Sodomit, Frauenschänder, / Zerstörer der Moral, Verderber der Jugend, / Gattenmörder, / Selbstmörder / 1929–1994“.
Doch Sabbath scheut den letzten Schritt, seinem Leben den Schlusspunkt zu setzen. Stattdessen macht er einen Vetter ausfindig, den 100-jährigen Fish, bei dem er ein Paket mit der Hinterlassenschaft seines Bruders entdeckt. Er wickelt sich in dessen Sternenbanner ein und weint hemmungslos am Strand. Um das Erbe seines Bruders in Sicherheit zu bringen, fährt er zurück nach Madamaska Falls, wo er Roseanna beim Liebesspiel mit einer AA-Genossin überrascht, die sich ausgerechnet als Christa herausstellt, eine junge Frau, die er einst seiner Geliebten Drenka zugeführt hat. Sabbath kennt nun nur noch einen Zufluchtsort, Drenkas Grab, auf das er uriniert in Erinnerung an frühere sexuelle Handlungen, mit denen sie beide ihren intimen Pakt geschlossen haben. Er wird von ihrem Sohn Matthew überrascht, der Polizist geworden ist, und hofft, von diesem aus dem Leben befördert zu werden. Doch Matthew wirft ihn bloß voll Abscheu aus dem Streifenwagen und lässt ihn allein zurück mit allem, was er hasst und was ihn nicht sterben lässt.

## Stellung in Roths Werk
Mit Sabbaths Theater griff Roth einen Themenkomplex auf, den er zwölf Jahre zuvor mit Die Anatomiestunde erstmals tiefer erforscht hatte und der für sein Spätwerk von Das sterbende Tier (2001) über Exit Ghost (2007) bis zum abschließenden Nemeses-Quartett (Jedermann, Empörung, Die Demütigung, Nemesis, 2006–2010) bestimmend blieb: Altern, Krankheit, Schmerz, Vergänglichkeit und Tod. Für Harold Bloom bildet der Roman einen Gegenpol zum frühen Skandalerfolg Portnoys Beschwerden (1969). Wo dieser noch eine spritzige Komödie war, fügt der späte Roman eine tragische Komponente im Geiste Shakespeares hinzu und wird damit zur Tragikomödie. Zwar sei Sabbath nicht bloß ein gealterter Portnoy, doch verbergen beide hinter ihren komischen Ausbrüchen Wut und Schmerz. Mit dem Wissen des späten Romans lese sich Portnoys Beschwerden als ein Vorspiel zu Sabbaths Theater oder als dessen Parodie.
Sabbaths Theater markierte für Roth allerdings auch eine Wiederentdeckung Amerikas. Während seiner Beziehung mit der britischen Schauspielerin Claire Bloom lebte er die Hälfte des Jahres in London. Nach ihrer Scheidung kehrte er wieder dauerhaft in die Vereinigten Staaten zurück und erlebte eine neue Zugehörigkeit zur amerikanischen Kultur und Sprache. Im Gegensatz zu Roths frühen Romanen, die unter dem Vorzeichen der schwierigen Identitätsfindung eines jüdisch-amerikanischen Schriftstellers standen, fühlt sich Sabbath zum ersten Mal ungebrochen als Amerikaner und hüllt sich am Ende symbolisch in die amerikanische Flagge ein. Wenn für Portnoy noch die nicht-jüdischen Schicksen den amerikanischen Traum symbolisierten, wird nun Sabbath für die Kroatin Drenka zur Verkörperung des amerikanischen Mannes und ein Tanz mit ihm zum Tanz mit Amerika. Daher bildet Sabbaths Theater für Thomas David ein „mächtiges Präludium zu den Romanen der Amerikanischen Trilogie“ (Amerikanisches Idyll, Mein Mann, der Kommunist, Der menschliche Makel, 1997–2000) und „Roth ungeteiltes Bekenntnis zu seiner amerikanischen Identität“.

## Einflüsse und Bezüge
Stärker als andere Figuren Philip Roths – etwa Nathan Zuckerman oder David Kepesh – weicht Mickey Sabbath von der Biografie seines Verfassers ab. Er ist einige Jahre älter als dieser, wächst nicht in Newark auf, sondern an der Atlantikküste, an der Roths Familie ihre Sommerurlaube verbrachte, und er hat nicht den akademischen Hintergrund anderer Roth-Figuren. Roth beschrieb: „Sabbaths Theater war für mich vor allem ein Buch über einen Mann, der durch den Tod seines im Krieg ums Leben gekommenen Bruders beschädigt und so tief verwundet wurde, dass er nicht wieder gesunden kann.“ Roth erlebte selbst im Alter von elf Jahren, wie die Familie eines Schulfreundes daran zerbrach,  dass der Bruder über den Philippinen abgeschossen wurde.
Sabbaths weiteren Lebenslauf als jugendlicher Matrose hat Roth den Erzählungen R. B. Kitajs entnommen, einem Maler, der ihm während seiner Aufenthalte in London zum Freund wurde. Die Figur Drenka ist inspiriert von zwei Geliebten Roths, einer Skandinavierin, mit der er eine lange außereheliche Beziehung führte, die im Jahr des Erscheinens von Sabbath’s Theater zerbrach, sowie einer früheren Geliebten namens Janet Hobhouse, die 1991 mit 42 Jahren an Krebs verstarb, und deren Grab Roth regelmäßig aufsuchte wie Sabbath jenes von Drenka. Hobhouses Tod bildete den Anlass, dass Roth sich um seine eigene Grabstelle zu kümmern begann und dabei realisierte, dass dies eine interessante Ausgangssituation für eine Romanfigur sein könnte, besonders, wenn sie vorhat, Suizid zu begehen.
Mit der Figur der Dekanin Kimiko Kakizaki („der japanischen Viper“, „der Unbefleckten Kamizoko […] Kakizomi. Kazikomi. Wer konnte sich diese Scheißnamen schon merken. Wer wollte das schon.“) feuert Roth einige Breitseiten auf Michiko Kakutani, die Literaturkritikerin der New York Times ab, die seinen vorigen Roman Operation Shylock kritisch rezensiert hatte. Kakutani reagierte ihrerseits mit einer vernichtenden Rezension von Sabbath’s Theater, in der sie unter anderen auf Sabbaths anti-japanische Ausbrüche abhob und damit endete, dass Leser Mühe haben würden, „dieses geschmacklose und unaufrichtige Buch“ zu beenden.

## Rezeption
Die meisten amerikanischen Literaturkritiker schlossen sich Kakutanis Kritik nicht an. Zwar warnte William H. Pritchard, dass manche Leser Sabbath’s Theater „abstoßend und überhaupt nicht komisch“ finden werden, doch für ihn war es nicht nur Roths längstes, sondern auch sein „reichster, lohnendster Roman“. Die Abschiedsszene Sabbaths von der sterbenden Drenka nannte er „so eindringlich wie Literatur nur sein kann“. Frank Kermode beschrieb ein „glänzend böses Buch“ von „rabelaisischer Spannbreite und Leichtigkeit“, das er weiterhin mit Thomas Mann, Robert Musil und John Milton verglich. Sogar das People Magazine nannte Sabbath’s Theater „Roths feinste, wildeste Schöpfung“. Harold Bloom hält Sabbath’s Theater für Roths „überragende Leistung“, die unter den besten amerikanischen Romanen der zweiten Hälfte des zwanzigsten Jahrhunderts rangiere.
Mit dem Roman gewann Roth – 35 Jahre nach seinem Debüt Goodbye, Columbus – zum zweiten Mal den National Book Award. Zusätzlich war er Finalist des Pulitzer-Preises 1996, den in diesem Jahr Richard Fords Unabhängigkeitstag gewann.

## Ausgaben
- Philip Roth: Sabbath’s Theater. Houghton Mifflin, New York 1995, ISBN 0-395-73982-9.
- Philip Roth: Sabbaths Theater. Aus dem Amerikanischen von Werner Schmitz. Hanser, München 1996, ISBN 3-446-18765-0.
- Philip Roth: Sabbaths Theater. Aus dem Amerikanischen von Werner Schmitz. Rowohlt, Reinbek bei Hamburg 1998, ISBN 3-499-22310-4.